# Pallenopsis buphtalmus
Pallenopsis buphtalmus is een zeespin uit de familie Pallenopsidae. De soort behoort tot het geslacht Pallenopsis. Pallenopsis buphtalmus werd in 1993 voor het eerst wetenschappelijk beschreven door Pushkin. 